# Puccinia crandallii
Puccinia crandallii ist eine Ständerpilzart aus der Ordnung der Rostpilze (Pucciniales). Der Pilz ist ein Endoparasit von Schneebeeren sowie von Rispengräsern, Hesperochloa kingii und Schwingeln. Symptome des Befalls durch die Art sind Rostflecken und Pusteln auf den Blattoberflächen der Wirtspflanzen. Sie kommt im westlichen Nordamerika vor.

## Merkmale

### Makroskopische Merkmale
Puccinia crandallii ist mit bloßem Auge nur anhand der auf der Oberfläche des Wirtes hervortretenden Sporenlager zu erkennen. Sie wachsen in Nestern, die als gelbliche bis braune Flecken und Pusteln auf den Blattoberflächen erscheinen.

### Mikroskopische Merkmale
Das Myzel von Puccinia crandallii wächst wie bei allen Puccinia-Arten interzellulär und bildet Saugfäden, die in das Speichergewebe des Wirtes wachsen. Die Aecien der Art besitzen 21–33 × 18–26 µm große, farblose Aeciosporen mit runzliger Oberfläche. Die zimtbraunen Uredien des Pilzes wachsen oberseitig auf den Wirtsblättern. Ihre ebenfalls zimtbraunen Uredosporen sind 30–37 × 24–28 µm groß, fast kugelig bis ellipsoid und fein stachelwarzig. Die blattoberseitig wachsenden Telien der Art sind schwarzbraun, früh offenliegend und kompakt. Die hell haselnussbraunen Teliosporen sind zweizellig, in der Regelschmal eiförmig bis ellipsoid und 40–50 × 20–26 µm groß. Ihre Stiele sind gelblich bis bräunlich und bis zu 70 µm lang.

## Verbreitung
Das bekannte Verbreitungsgebiet von Puccinia crandallii umfasst den Westen der USA.

## Ökologie
Die Wirtspflanzen von Puccinia crandallii sind für den Haplonten Schneebeeren (Symphoricarpos spp.) sowie Schwingel (Festuca spp.), Rispengräser (Poa spp.) und Hesperochloa kingii für den Dikaryonten. Der Pilz ernährt sich von den im Speichergewebe der Pflanzen vorhandenen Nährstoffen, seine Sporenlager brechen später durch die Blattoberfläche und setzen Sporen frei. Die Art verfügt über einen Entwicklungszyklus mit Telien, Uredien, Aecien und Spermogonien und macht einen Wirtswechsel durch.